# Dino Grandi
Dino Antonio Giuseppe Grandi, I conte di Mordano (Mordano, 4 giugno 1895 – Bologna, 21 maggio 1988), è stato un politico, diplomatico e nobile italiano, passato alla storia per la presentazione dell'omonimo ordine del giorno al Gran consiglio del fascismo del 25 luglio 1943 che portò alla destituzione di Benito Mussolini. Fu ministro degli esteri, ministro di grazia e giustizia e ambasciatore a Londra del Regno d'Italia.

## Biografia

### Formazione
Nato in una benestante famiglia romagnola (il padre Lino era amministratore di una grande tenuta e la madre, Domenica Gentilini, una maestra), la sua formazione si svolse in luoghi diversi. Dopo aver frequentato i primi tre anni della scuola primaria a Mordano e gli ultimi due nella vicina Bagnara, dal 1905 al 1910 frequentò il ginnasio di Imola. Successivamente si iscrisse al Liceo Minghetti di Bologna, per cambiare quasi subito con il Liceo classico "Ariosto" di Ferrara. A 16 anni si identificava nel programma politico della Lega Democratica Nazionale. Conobbe Romolo Murri e Giuseppe Donati, capi del partito. Ammirava Alfredo Oriani per l'indipendenza di giudizio e la profonda ispirazione patriottica.
Nel 1913 Dino Grandi conseguì a pieni voti la maturità classica. Successivamente s'iscrisse alla facoltà di giurisprudenza dell'Università di Bologna. Ebbe come maestri Giacomo Venezian, Silvio Perozzi e Giorgio Del Vecchio. Ai primi di novembre del 1913 Grandi lesse sul «Resto del Carlino» un articolo letterario di Giovanni Borelli che lo colpì particolarmente. Decise di scrivere una lettera di risposta e la spedì al quotidiano ravennate «Corriere di Romagna» (13 novembre). Il giornale la pubblicò in prima pagina. Borelli, a sua volta, rispose sul «Carlino» in prima pagina. L'interesse suscitato dal giovane universitario gli aprì le porte del maggiore quotidiano bolognese. In redazione conobbe Nello Quilici, di cinque anni più anziano e tra i due nacque una sincera e duratura amicizia.
Culturalmente elesse a proprio maestro Giuseppe Prezzolini, fondatore e direttore della rivista La Voce (1908-1916). Intanto Grandi seguiva la politica nazionale e osservava come si muovevano i suoi protagonisti e quali opinioni esprimevano. Il 20 ottobre fu incaricato dal Carlino di seguire i lavori della direzione nazionale del Partito Socialista, riunita a Bologna per giudicare Benito Mussolini. Il direttore dell'Avanti! aveva manifestato sull'organo di stampa del partito le proprie convinzioni «interventiste» che ribaltavano la linea ufficiale. Mussolini fondò un proprio giornale e poco tempo dopo fu espulso dal partito. Il 17 novembre, tre giorni dopo l'uscita del Popolo d'Italia, Grandi scrisse una lettera di solidarietà a Mussolini. Gli avvenimenti incalzavano. Il 24 maggio 1915 scattò la mobilitazione nazionale. Il 4 giugno 1915 Dino Grandi compì 20 anni e nello stesso giorno vestì l'uniforme militare.
L'11 marzo 1919 Grandi lasciò il proprio reggimento degli Alpini e gli fu ordinato di recarsi al Ministero della Guerra a Roma per ricevere nuove consegne. Dopo alcuni mesi ottenne il trasferimento a Bologna (Tribunale militare), dove poté riprendere gli studi universitari. In ottobre si laureò con una tesi in economia politica dal titolo La Società delle Nazioni e il libero scambio. L'anno seguente, congedato dall'esercito, iniziò la carriera di avvocato, entrò in un affermato studio legale bolognese e aprì un proprio ufficio a Imola. «Deluso dagli esiti di un dopoguerra così diverso dai sogni del "radioso maggio", e ormai rassegnato alla resa dello Stato liberale, la cui classe dirigente gli appariva incapace di rinnovarsi, Grandi si sarebbe probabilmente dedicato solo all'avvocatura o al giornalismo, se non fosse stato fatto oggetto, a Imola, di un attentato da parte di elementi dell'estrema sinistra nell'ottobre 1920». Mentre passeggiava in una via del centro in pieno giorno, due persone gli spararono cinque colpi di pistola e due giorni dopo il suo studio fu completamente devastato da militanti di sinistra. Grandi ne uscì illeso, ma dopo l'aggressione decise che non poteva più osservare la politica, bensì doveva agire. Fino a quel momento non aveva aderito ad alcuna formazione politica.

### L'inizio dell'attività politica
Si iscrisse nel settembre 1920 al Fascio di combattimento di Bologna, dove assunse in breve tempo un ruolo di primo piano. Gli fu affidata la direzione del settimanale «L'Assalto», l'organo del movimento, e fu eletto nel direttorio. Alle elezioni del 1921 si presentò nella lista dei Blocchi Nazionali: fu eletto alla Camera dei deputati nel collegio Bologna-Romagna (elezione annullata un anno dopo, insieme a quelle di Bottai e Farinacci, perché al momento del voto nessuno di loro aveva ancora l'età necessaria).
Intanto proseguì la sua carriera all'interno della formazione politica di Benito Mussolini. Nel 1921 fu eletto segretario regionale dei fasci di combattimento emiliani. Partecipò alla marcia su Ravenna dell'11-12 settembre 1921. Al congresso nazionale del 7-10 novembre a Roma Grandi arrivò come leader dell'opposizione insieme a Pietro Marsich. Sul palco del Teatro Augusteo riconobbe la leadership di Benito Mussolini con un palese «fraterno abbraccio», concessioni barattate con la cancellazione del patto coi socialisti dall'agenda fascista. Mussolini raggiunse così l'obiettivo di sconfiggere le opposizioni interne. Da parte sua, Grandi entrò a far parte della direzione nazionale del neonato Partito Nazionale Fascista.
Il 1922 fu l'anno in cui salì alla ribalta Italo Balbo. Al comando delle sue squadre d'azione, occupò varie città: dapprima la sua Ferrara, poi Rovigo e Bologna. Quindi fu la volta di Ravenna. Il 26 luglio Balbo ordinò la mobilitazione degli squadristi romagnoli e bolognesi e la città venne occupata militarmente. Seguirono conflitti, distruzioni e incendi. Da Roma, dove si trovava, Grandi fu inviato a Ravenna per mediare un accordo coi repubblicani. L'accordo fu trovato ed entro la fine di luglio Ubaldo Comandini, capo dei repubblicani di Romagna, e Grandi firmarono un patto di pacificazione (mentre Balbo non partecipò alle trattative). La pace fu solo temporanea, perché l'uccisione di un fascista causò la ripresa degli scontri e un nuovo assalto alla città. Seguirono le occupazioni di Ancona, Trento e Bolzano. 
Grandi non condivise la trasformazione del partito in un esercito e presentò le dimissioni da membro della direzione. Furono respinte, ma da quel momento il deputato romagnolo decise comunque di assumere un basso profilo.
Non partecipò alla marcia su Roma del 28 ottobre 1922. La nomina di Benito Mussolini a capo del governo lo convinse peraltro che il Paese fosse stato finalmente pacificato. Grandi tornò a Bologna, dove riorganizzò il suo studio di avvocato, deciso a ritornare alla sua professione. Nelle aule giudiziarie di Romagna ritrovò Ubaldo Comandini, anch'egli avvocato e pubblicista. Nel gennaio del 1923 Benito Mussolini istituì il Gran consiglio del fascismo di cui fece parte. Grandi presenziò solo alle prime sedute, poi non venne più invitato. In quell'anno scrisse la prefazione a La conquista ideale dello Stato di Romolo Murri. In maggio fu commissario straordinario della federazione di Ferrara.

### Gli incarichi di governo

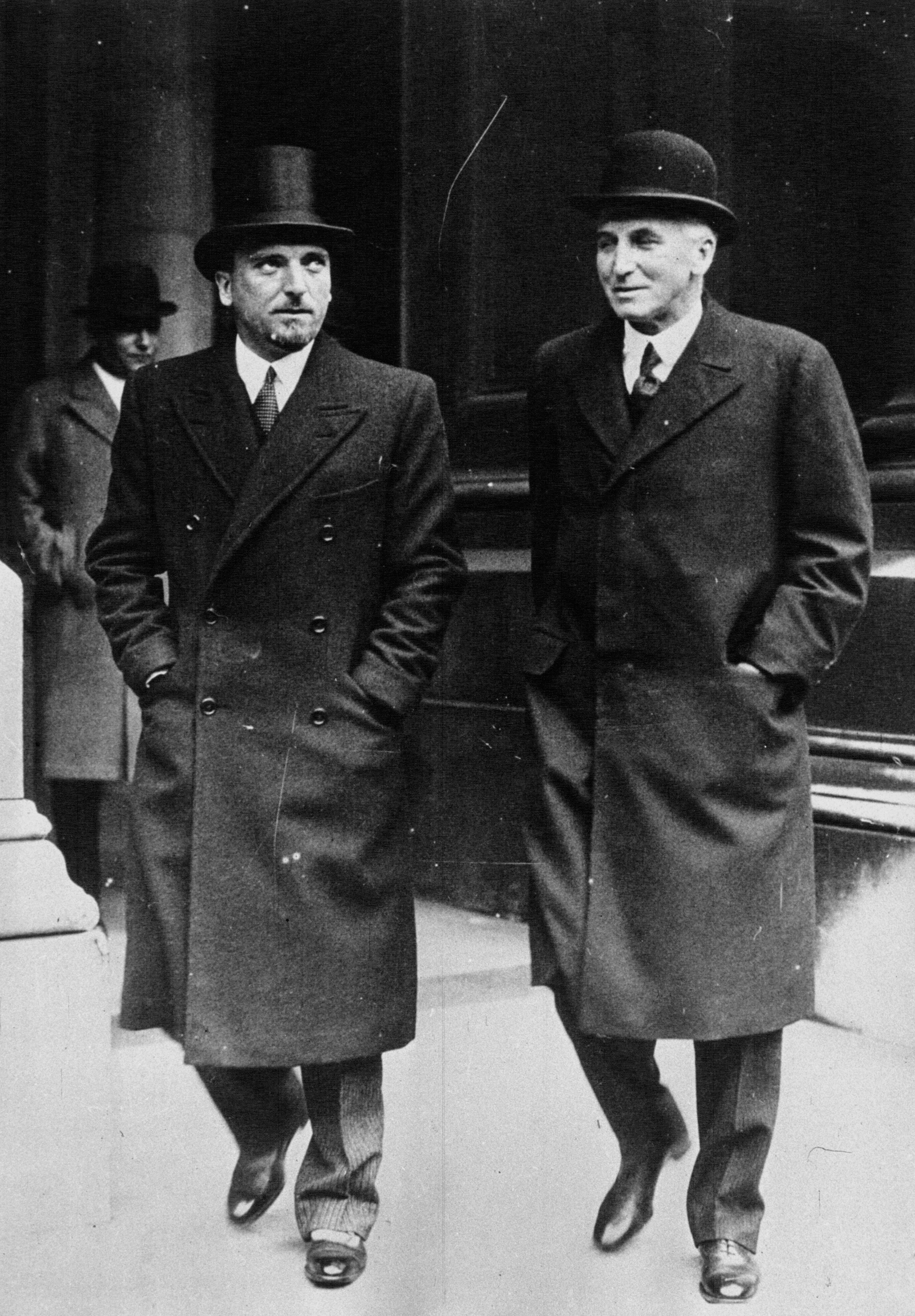
Dino Grandi (a sinistra) con il segretario di Stato del Regno Unito visconte John Simon

Fino al 1924 Grandi limitò la sua partecipazione alla vita politica nazionale, dedicandosi principalmente alla professione. In aprile Mussolini, per intercettare i voti dei moderati e dei liberali, lo fece eleggere alla Camera e tornò nel Gran consiglio del fascismo. Poco dopo le elezioni Grandi si sposò con Antonietta Brizzi, una ricca possidente della provincia bolognese. Dall'unione nacquero Franco (1925-2004) e Simonetta.
Durante la crisi succeduta al delitto Matteotti fu il primo esponente della maggioranza ad intervenire a Montecitorio dopo l'autodifesa di Mussolini, dichiarando il 13 giugno 1924 che “gli aggressori dell’onorevole Matteotti non hanno compiuto un delitto contro il socialismo; essi lo hanno bensì compiuto – e gravissimo – contro il fascismo, contro il tronco essenziale del nostro movimento rivoluzionario”. Indi si prestò a recarsi da Aldo Finzi, che stava divulgando l'esistenza della Ceka fascista, per «richiamarlo alla disciplina di gregario del partito, al quale partito avrebbe dovuto portare, se ne avesse avute, le proprie doglianze, senza rivolgersi con lettere ai giornali o ad altri, con memoriali di sorta». Infine, il 23 giugno 1924 arringò a Bologna gli squadristi, in una manifestazione di solidarietà a Mussolini che sintetizzò nelle parole: “la rivoluzione è, ormai, diventata lo Stato. Le garanzie della rivoluzione non possono più rimanere attribuite al partito bensì agli organi dello Stato”. In pari data, Benito Mussolini comandò alla Milizia la smobilitazione “delle Legioni che erano state mobilitate nei giorni scorsi”.
Fu nominato il 3 luglio 1924 sottosegretario all'Interno e poi agli Esteri dal 14 maggio 1925 al 12 settembre 1929, con Mussolini ministro ad interim. Fu rieletto alla Camera nel 1929.
Quindi divenne ministro degli Esteri dal 1929 al 1932, quando lasciò il suo incarico al vertice del ministero per andare nel mese di luglio a Londra, ove rimase come ambasciatore d'Italia nel Regno Unito fino al 1939.
Dal 1929, anno dei Patti Lateranensi, terminata la sua fase di apprendistato governativo da sottosegretario, si occupò di rappresentare l'Italia presso le altre nazioni. Il Ministero degli Esteri era allora un organismo ancora ottocentesco, liberale (nel senso culturale del termine), e Grandi vi entrò per applicarvi, burocraticamente, i nuovi stili e i nuovi concetti della rivoluzione fascista, in primis dando l'opportunità a chiunque fosse laureato in giurisprudenza, scienze politiche o economia e commercio di partecipare al concorso per l'accesso alla carriera diplomatica, opportunità questa fino ad allora riservata ai rampolli della nobiltà. Grandi si sarebbe presto trovato dinanzi alla necessità di stabilire buoni rapporti con le potenze straniere, in vista di una crisi economica che avrebbe avvinto l'intero globo e certo anche l'Italia, e l'opportunità di poter contare su nuove leve di giovani di talento, cresciuti lontano dagli ambienti nobiliari, gli diede modo di rinnovare la classe diplomatica italiana dalle fondamenta.
L'impostazione che Grandi diede alle relazioni internazionali fu assai differente da quella prevista da Mussolini: se il Duce, nonostante grandi capacità di mediazione, vi si affacciava con aggressività, il suo ministro s'incamminò su una strada di saggia e delicata prudenza. Mentre il capo del Governo pensava a come poter trarre eventualmente vantaggi competitivi dalla crisi, Grandi si fece convinto (e convinse forse anche altri) che la crisi avrebbe potuto creare positivi vincoli di collaborazione fra i grandi Stati europei e che il farsene promotore avrebbe accresciuto il prestigio italiano sino all'ammissione dell'Italia nel novero delle potenze, obiettivo comunque perseguito dal fascismo di tutte le correnti e sempre più facile da raggiungere man mano che la crisi riduceva i disvalori economici fra gli Stati.
I suoi tre anni da ministro furono di estrema intensità politica e diplomatica. Diede all'apparato un'organizzazione omogenea con quella degli altri apparati dello Stato, compiendovi la richiesta «fascistizzazione». Operò in sostegno degli italiani all'estero, rassicurando gli emigrati e dotandoli di una rete di strutture consolari che tuttora è quella da lui ideata. Si adoperò anche per l'esenzione dall'obbligo di leva per i figli dei lavoratori emigrati, mettendo fine agli episodi che vedevano molti giovani italiani cresciuti all'estero venire arrestati per renitenza non appena sbarcati in patria e obbligati a scontare lunghe pene detentive cui erano stati condannati in contumacia da tribunali militari, e delle quali erano totalmente ignari.
Nei rapporti con le altre nazioni, Grandi "infilò" l'Italia dovunque gli riuscisse possibile, in tutti gli organismi anche inutili dai quali già sapesse che non sarebbe stata rifiutata, inserendosi in tutte le discussioni più importanti sui problemi internazionali. L'Italia stava conoscendo una popolarità estera che forse non ebbe più a ripetersi.
Fu a questo punto che l'attivismo del ministro richiamò l'attenzione di Mussolini, il quale ancora una volta temette che Grandi avrebbe potuto guadagnare più prestigio di lui e «scippargli» il ruolo di interlocutore nazionale esterno. L'occasione fu data dalle concessioni dialettiche che il ministro cominciava ad avallare informalmente in tema di disarmo; sebbene al tempo le fabbriche d'armi e dunque la capacità di armamento costituissero uno dei primati italiani - e sebbene tutta la non esigua tecnologia industriale civile fosse accompagnata da una non occulta analoga produzione militare, tali che l'Italia poteva considerare eventuali concessioni come nei fatti niente affatto significative - Mussolini non amava parlare della sicurezza d'Italia con altri. Accusando Grandi di essere andato a letto con il Regno Unito e con la Francia, nel luglio 1932 lo rimosse dall'incarico, nominandolo ambasciatore a Londra; non un «promoveatur», ma certo in tutto un «amoveatur».
La politica estera italiana, ripresa in mano dal Duce che assunse personalmente anche quel dicastero (la procedura di revoca fu eseguita tutta con un semplice bigliettino che diceva fra l'altro: «Domattina alle otto verrò a prendere le consegne») vide la conclusione del revisionismo pacifico e il definitivo distacco dalle tradizioni della diplomazia. Come ambasciatore a Londra, Grandi si fece conoscere anche dai politici del Regno Unito. Ne conobbe molti e con molti fu in rapporti di viva cordialità. Seguì da vicino le fasi di avvicinamento di Churchill all'Italia, cercando d'incoraggiare la diplomazia del Regno Unito nella stessa direzione. Tuttavia le convergenze fra i regimi totalitari erano più forti e così, alla fine, i suoi progetti di favorire un patto fra Roma e Londra si rivelarono velleitari, quando Mussolini decise di legare il suo destino a quello della Germania di Hitler. Dino Grandi fu affiliato alla massoneria.
Tornò quindi al governo come ministro di Grazia e Giustizia il 12 luglio 1939. Si deve al guardasigilli Grandi il perfezionamento della codificazione, con l'entrata in vigore nel 1942 del codice civile e di quello di procedura civile e del codice della navigazione, nonché della legge fallimentare, dell'ordinamento giudiziario e di altre norme speciali. Seguì in prima persona le fasi finali della codificazione, avvalendosi di giuristi di altissimo livello, molti dei quali (come Piero Calamandrei e Francesco Messineo) notoriamente antifascisti.

### La presidenza della Camera
Nella XXX legislatura la Camera dei deputati divenne la Camera dei fasci e delle corporazioni. Con la morte nel giugno 1939 del suo presidente Costanzo Ciano si dovette trovare un successore. E la scelta ricadde su Grandi. Era infatti uno dei primi deputati fascisti (eletto già dal 1921), era già stato vicepresidente a Montecitorio e le sue doti diplomatiche lo rendevano idoneo per quell'incarico istituzionale. Il 30 novembre 1939 così divenne presidente, mantenendo l'incarico di Guardasigilli fino al febbraio 1943.
Ricevette il collare dell'Ordine dell'Annunziata il 25 marzo 1943. Agli inizi di luglio 1943, dopo una lunga assenza da Roma, si oppose alla richiesta ai gerarchi - avanzata dal duce a mezzo del segretario del PNF Scorza - di convocare manifestazioni in tutte le città per invitare la cittadinanza alla resistenza dopo lo sbarco alleato in Sicilia: dopo che sia lui che Federzoni minacciarono di lasciare deserta la tribuna della piazza di Bologna, l'idea abortì.

### L'ordine del giorno "Grandi"
Dino Grandi, assieme ad altri gerarchi, Bottai e Federzoni, fu l'autore dell'ordine del giorno presentato alla riunione del Gran consiglio del fascismo del 24-25 luglio 1943 al termine della quale Benito Mussolini fu messo in minoranza. L'atto provocò la caduta del regime fascista.
Successivamente alla caduta del governo fascista Grandi cercò di riciclarsi come diplomatico, offrendosi di andare a Madrid per trattare un possibile armistizio con gli anglo-americani, ma la monarchia sabauda non aveva più bisogno di lui: così il 18 agosto del 1943 Grandi partì sotto falso nome con la famiglia diretto in Spagna, paese neutrale, per poi trasferirsi in Portogallo, mentre i contatti con gli Alleati seguivano altri canali, fino al proclama di armistizio (8 settembre 1943). La contemporanea decisione del presidente degli Stati Uniti d'America Franklin Delano Roosevelt di porre il veto alla sua candidatura a nuovi incarichi di governo segnò la fine della sua carriera politica.
Per aver voluto e sostenuto la mozione del 25 luglio, egli nel 1944 fu condannato a morte in contumacia da un tribunale fascista della Repubblica Sociale Italiana, assieme ad altri autorevoli personaggi del passato regime fascista, durante quello che è noto come il processo di Verona.

### Dal secondo dopoguerra alla morte
Nel 1943 si trasferì dalla Spagna al Portogallo, ove risiedette sino al 1948. Processato nel 1947 in quanto ex gerarca fascista, Grandi venne assolto dall'accusa di coinvolgimento in attività criminose.
Gli anni quaranta furono duri: in Portogallo diede delle ripetizioni di latino, mentre la moglie lavorò come modista per sopravvivere. La fortuna ritornò negli anni cinquanta, quando ebbe incarichi di rappresentanza per la FIAT. Nello stesso periodo fu consulente assiduo delle autorità statunitensi, in particolare dell'ambasciatrice a Roma, Clare Boothe Luce. Grandi servì spesso da intermediario in operazioni politiche e industriali tra Italia e Stati Uniti. Si trasferì quindi in America Latina, ove visse soprattutto in Brasile, divenendo proprietario di una tenuta agricola.
Il rientro definitivo in Italia avvenne negli anni sessanta: Grandi aprì una fattoria modello nella campagna di Modena, ad Albareto. In Italia stabilì un ventennale rapporto intellettuale con il più importante storico del fascismo, Renzo De Felice. Infine prese casa a Bologna nel centro storico, dove morì nel 1988 poco prima di compiere 93 anni, tre anni dopo la pubblicazione della sua autobiografia politica Il mio paese. È sepolto nel cimitero monumentale della Certosa di Bologna.

## La vita di partito

Dino Grandi

Nella vita di partito Grandi seppe far fruttare le posizioni raggiunte all'epoca dello scontro con Mussolini, ma pian piano ebbe a crearsi numerosi detrattori fra i gerarchi. L'elevato livello delle sue relazioni internazionali, con cui il solo Ciano poteva rivaleggiare, lo condusse ad assumere un distacco verso la popolaresca classe politica italiana. Il suo disprezzo, ad esempio, verso Achille Starace, il segretario nazionale autore delle campagne di immagine più goffe e più irritanti (come quella sulla italianizzazione dei cognomi), del quale diceva che non fosse in fondo cattivo, ma che era «un pover'uomo», lo mise una volta di più in contrasto col Duce che, a sua volta, per difenderlo e per difendere la sua scelta, epigraficamente definì il poveretto come «un cretino, sì, ma obbediente».
Il contrasto con Starace, di modi, di concetti e di stili, oltre che la differenza di capacità e di potenzialità di pensiero, simboleggia vividamente la distanza di Grandi dal mondo in orbace. Egli stesso ebbe a dire di sé, parlando con Ciano nel 1942: «Non so come ho fatto a contrabbandarmi per fascista durante vent'anni». E del suo rapporto col Duce, e della sua supposta insubordinazione, scrisse note nelle quali, con artifici della retorica, giunse a spiegare che la fedeltà non è sinonimo di obbedienza, a giustificare le sue originali prese di posizione politiche. Amante delle vie tortuose (così ne disse Bottai), si guadagnò la fiducia di Casa Savoia e in particolare di Vittorio Emanuele III. Fu fatto conte di Mordano nel 1937 e in seguito ebbe il Collare dell'Annunziata, con la conseguenza di diventare «cugino del Re». Mussolini per motivi non ancora chiariti, nel 1941 lo spedì a combattere sul fronte greco.

## Il ruolo di Grandi nell'esautorazione di Mussolini

### La preparazione
Grandi fu l'estensore del noto ordine del giorno che il 25 luglio 1943 provocò la caduta di Mussolini: fu decisivo il suo voto e fu essenziale la sua opera di persuasione nei confronti degli altri membri del Gran consiglio del fascismo. Da tempo, insieme a Giuseppe Bottai e Galeazzo Ciano, Grandi riteneva che una via d'uscita per evitare la disfatta militare dell'Italia avrebbe potuto essere conseguita soltanto attraverso la sostituzione (ovvero dalla deposizione) del Duce, che nella parossistica identificazione personale con il regime (fascismo = Mussolini, e viceversa) aveva condotto, a loro vedere, l'idea fascista originaria a essere condizionata e compromessa dai suoi errori. In sostanza, gli sbagli di Mussolini avevano posto in pregiudizio la sopravvivenza stessa del fascismo, e se non si trovava una soluzione, entrambi sarebbero stati destinati a perire. Conveniva piuttosto sacrificare il capo, e con esso tutto il regime, pur di consentire potenziali aperture per una successiva eventuale riformulazione, che non attendere gli eventi, che avrebbero portato probabilmente al disfacimento del regime.
Le posizioni di Grandi, di Ciano e di Bottai, comunque, erano lievemente differenti.
- Grandi aveva scritto nei suoi diari, un paio di mesi prima del 25 luglio:

()
- Se Grandi considerava ormai finita l'esperienza fascista e riteneva quasi un «dovere fascista» il suicidio politico, Bottai attribuiva al Duce la responsabilità unica delle deviazioni e confidava che il fascismo (o forse l'altamente ideale concezione che ne nutriva) potesse presto risplendere di luce nuova appena caduto il suo discusso capo;
- Ciano, invece, pragmaticamente vedeva davanti a sé una soluzione "all'italiana". Disse a un suo interlocutore: «Mussolini se ne andrà e noi in qualche modo ci aggiusteremo». Previde anche le successive attribuzioni di alcuni ministeri e gli scambi di poltrone («poi ci si scambierà i posti»).

Di Grandi, in verità, si è anche ipotizzato che l'eterno antagonismo con Mussolini, risultato di un lento strisciante rancore che aveva accompagnato le loro carriere sin dal 1914, fosse giunto a suscitargli un cupio dissolvi che nella raggiunta freddezza di modi avesse comunque preservato tutto intatto il furore della vendetta e tutta aperta l'ambizione alla vittoria finale sull'avversario. Ma lo spessore dell'uomo e la sua esperienza internazionale fanno credere invece che le note lasciate sui suoi diari siano espressione di una sincera convinzione politica e morale, la cui distanza dalle visioni ed esperienze mussoliniane ben potevano essere cagione del loro antagonismo.
Elemento scatenante avrebbe potuto essere il generale rimpasto delle più alte cariche dello Stato voluto da Mussolini nella prima parte del 1943. D'altro canto, il vorticoso giro di rapporti fra monsignor Montini e il re (anche per il tramite della nuora Maria José), Galeazzo Ciano e gli anglo-statunitensi, ha sempre lasciato il sospetto che il Vaticano abbia avuto un ruolo più vasto di quello dello spettatore terzo. Ciano, genero del Duce e cugino del re (per averne ricevuto il Collare dell'Annunziata), buon amico di Montini, era con Bottai e Grandi il terzo e più inatteso promotore della mozione di sfiducia.

### Il piano
Il piano scattò nella seconda parte dell'anno, ma venne pensato poco dopo il rimpasto. L'azione non fu concordata con Vittorio Emanuele III. La data dei diari di Grandi (maggio) delinea un tempo di maturazione della decisione non irrilevante che, date le sue relazioni, avrebbe potuto consentire una lunga elaborazione, certo non sgradita alla poco scattante tradizione sabauda. Nel corso dell'udienza privata con il sovrano il 4 giugno, Grandi espose il suo piano. Il re disse che solo il parlamento oppure il gran consiglio avrebbero potuto "indicargli la strada". Grandi ricorda:
Il piano comprendeva anche l'arresto immediato di Mussolini, che sarebbe stato condotto in un luogo sicuro, protetto da Carabinieri e Polizia, dopo di che, senza alcun commento, il nuovo governo avrebbe dato notizia delle sue dimissioni. Inoltre Grandi dichiarò che subito dopo il cambio di governo l'Italia avrebbe dovuto rivolgere le armi contro l'alleato tedesco, vanificando così la dichiarazione di Casablanca degli alleati che esigeva la resa incondizionata:
Il re avrebbe sostenuto Grandi nel suo tentativo e l'avrebbe incoraggiato lasciandogli credere che il governo sarebbe stato affidato allo stimato maresciallo Caviglia (invece a metà luglio il re deciderà di affidare l'incarico al maresciallo Pietro Badoglio, gradito alle alte sfere militari e appartenente alla massoneria). Il sovrano rimase invece scettico riguardo alla possibilità di rivolgersi in armi contro i tedeschi.
Grandi fece ritorno a Bologna, dove rimase per oltre un mese e mezzo (nonostante fosse presidente della Camera), rassicurato sul fatto che il re si fosse reso conto della drammaticità della situazione, ma preoccupato della sua tendenza al rinvio. Il 15 luglio gli giunse la notizia che gli anglo-americani avevano preso le città di Augusta e Siracusa. Il 18 venne a sapere che il 16 i gerarchi avevano chiesto a Mussolini l'urgente convocazione del Gran consiglio del fascismo, che non si riuniva dal 7 dicembre 1939. A questo punto, persa ormai ogni speranza nella volontà del sovrano di muoversi autonomamente", il 19 luglio partì per Roma portando con sé la prima stesura del suo futuro ordine del giorno. Lo stesso giorno Mussolini e Ambrosio ebbero un colloquio, inconcludente, con Hitler e i vertici militari tedeschi nei pressi di Feltre. Il 21 Grandi si recò nella sede del partito; qui venne a sapere che Mussolini, dopo essere tornato da Feltre, aveva accolto la richiesta di convocazione del Gran consiglio del fascismo e aveva fissato la data per sabato 24 luglio alle ore 17 (terminò quasi all'alba del 25 luglio). Nei tre giorni che rimanevano, Grandi iniziò a contattare i membri dell'assise e chiese il loro appoggio all'ordine del giorno che intendeva presentare. A ogni buon conto, forse anche per levarsi una soddisfazione o per lealtà politica, la mattina del 23 Grandi informò Mussolini del suo ordine del giorno e di cosa avrebbe detto. Il Duce gli negò metà della soddisfazione, ascoltando senza batter ciglio.
I gerarchi contattati gli espressero il loro appoggio. Però Grandi riuscì a parlare solo con la metà dei componenti del Gran consiglio. Tutto quindi sarebbe dipeso dall'esito della discussione a Palazzo Venezia.
Oltre a Dino Grandi, a votare a favore del suo ordine del giorno, inteso come la sfiducia Mussolini, furono in diciotto: Giacomo Acerbo, Umberto Albini, Dino Alfieri, Giovanni Balella, Giuseppe Bastianini, Annio Bignardi, Giuseppe Bottai, Tullio Cianetti (che il giorno dopo, con una lettera a Mussolini, ritira), Galeazzo Ciano, Emilio De Bono, Alfredo de Marsico, Alberto De Stefani, Cesare Maria De Vecchi, Luigi Federzoni, Luciano Gottardi, Giovanni Marinelli, Carlo Pareschi ed Edmondo Rossoni. Otto i contrari: Carlo Alberto Biggini, Guido Buffarini-Guidi, Roberto Farinacci, Ettore Frattari, Enzo Emilio Galbiati, Gaetano Polverelli, Carlo Scorza e Antonino Tringali Casanuova. Un astenuto: Giacomo Suardo.

## Opere
- Le origini e la missione del fascismo, in Il fascismo, Bologna, Cappelli, 1922. Poi in Il fascismo e i partiti politici italiani. Studi di scrittori di tutti i partiti, Bologna, Cappelli, 1924.
- L'Italia fascista nella politica internazionale, Roma, Libreria del Littorio, 1930.
- Giovani, Bologna, Zanichelli, 1941.
- Memoriale Grandi. L'idea fascista non è ancora morta, Bari, Edizioni Documenti, 1944.
- Dino Grandi racconta, Venezia, Rialto, 1945.
- 25 luglio. Quarant'anni dopo, a cura di Renzo De Felice, Bologna, Il Mulino, 1983, ISBN 88-15-00331-2. Collana Storia/memoria, Il Mulino, 2003, ISBN 88-15-09392-3.
- Dino Grandi racconta l'evitabile Asse. Memorie raccolte e presentate da Gianfranco Bianchi, Collana Politica, Milano, Jaca book, 1984, ISBN 88-16-40124-9.
- La politica estera dell'Italia dal 1929 al 1932, 2 voll., Roma, Bonacci, 1985, ISBN 88-7573-080-6.
- Il mio paese. Ricordi autobiografici, Bologna, Il Mulino, 1985, ISBN 88-15-00888-8.
- Sarò breve! Aforismi in due versi, Pisa, Giardini editori e stampatori, 1988.
- La fine del regime, Collana Il salotto di Clio, Firenze, Le Lettere, 2005, ISBN 88-7166-920-7.

Durante la sua pluriennale attività diplomatica, Grandi conservò un vasto archivio, formato da corrispondenza privata, documenti ufficiali e carte semi-ufficiali. Collocandolo in luoghi diversi, sperava di poterne conservarne gran parte. Nonostante queste precauzioni, una quota considerevole fu trafugata e dispersa (ad esempio, tutto quello che si trovava nella sua casa romana fu saccheggiato da sostenitori del Duce dopo il 25 luglio 1943).
Grandi donò tra il 1974 e il 1978 tutte le sue carte al professor Renzo De Felice, che aveva conosciuto nei primi anni sessanta.

## Nella cultura di massa
- Nel film per la televisione Io e il duce di Alberto Negrin del 1985 Dino Grandi è interpretato da Stefano De Sando.
- Nella serie tv La lunga notte - La caduta del Duce del 2024 Dino Grandi è interpretato da Alessio Boni.
- Nella miniserie M - Il figlio del secolo del 2025 Dino Grandi è interpretato da Gianmarco Vettori.